# Ланга (Долж)
Ланга (рум. Lânga) насеље је у Румунији у округу Долж у општини Пиелешти. Oпштина се налази на надморској висини од 182 m.

## Становништво
Према подацима из 2002. године у насељу је живело 25 становника, од којих су сви румунске националности.